# Fouhren
Fouhren (Luxemburgs: Furen, Duits: Fuhren) is een plaats en voormalige gemeente in het Luxemburgse kanton Vianden. Sinds 1 januari 2006 is Fouhren samen met Bastendorf opgenomen in de nieuwe gemeente Tandel. Fouhren heeft een totale oppervlakte van 17,28 km2 en telde 818 inwoners op 1 januari 2005.

## Evolutie van het inwoneraantal
| Jaar                              | 2001 | 2002 | 2003 | 2004 | 2005 |
| --------------------------------- | ---- | ---- | ---- | ---- | ---- |
| Inwoneraantal                     | 697  | 713  | 767  | 788  | 818  |
| Opmerking: tellingen op 1 januari |      |      |      |      |      |

Bastendorf · Bettel · Brandenbourg · Fouhren · Hoscheidterhof · Landscheid · Longsdorf · Selz · Tandel · Walsdorf

Luxemburgse gemeenten · Kanton Vianden · Luxemburg